# جائزة لورنزو ناتالي للصحفيين
جائزة لورنزو ناتالي للصحفيين (بالإنجليزية: Lorenzo Natali Journalism Prize)‏ هي جائزة سنوية تنظمها المفوضية الأوروبية كجزء من جهودها الرامية إلى تعزيز التنمية، وحقوق الإنسان والديمقراطية، وانتشال البلدان النامية من الفقر.

أنشئت في عام 1992، للاحتفال بعمل الصحفيين في الكشف عن الإساءة والفساد والعنف، وإعطاء صوت للمجتمعات الأكثر فقراً والأكثر ضعفا في العالم. لأن هذه الجهود غالباً ما تواجه بالعنف والاضطهاد، والسجن، ونجاحها يساهم في إقامة وحماية القيم العالمية المتمثلة في احترام حقوق الإنسان والديمقراطية التي هي من صلب السياسة الإنمائية للاتحاد الأوروبي.
يتم توزيع جائزة كبرى وجائزة خاصة بالتلفزيون وأخرى خاصة بالإذاعة و3 جوائز للصحفين تعطى لكل إقليم من الأقاليم الخمسة:افريقيا والشرق الأوسط، أوروبا، آسيا والمحيط الهادئ، أمريكا اللاتينية ومنطقة البحر الكاريبي.

## قيمة الجائزة
- الجائزة الكبرى 5 ألاف يورو.
- جائزة التلفزيون 5 ألاف يورو.
- جائزة الإذاعة 5 ألاف يورو.
- الجائزة الأولى لكل إقليم 5 ألاف يورو.
- الجائزة الثانية لكل إقليم 2500 يورو.
- الجائزة الثالثة لكل إقليم 1500 يورو.

## وصلات خارجية
الموقع الرسمي